# Klemen Gutman
Klemen Gutman (* 22. April 1978 in Novo Mesto) ist ein ehemaliger slowenischer Squashspieler.

## Karriere
Klemen Gutman spielte vereinzelt auf der PSA World Tour und erreichte seine höchste Platzierung in der Weltrangliste mit Rang 164 im April 2010. Mit der slowenischen Nationalmannschaft nahm er 2000, 2001 und 2002 erstmals an den Europameisterschaften teil, außerdem gehörte er bei Sloweniens beiden weiteren Teilnahmen in den Jahren 2008 und 2009 zum Kader. Im Einzel stand er 2004 und 2005 im Hauptfeld der Europameisterschaft. Beide Male erreichte er das Achtelfinale und schied 2004 gegen John White und 2005 gegen Laurent Elriani aus. Gutman gehörte 2003 bei Sloweniens einziger Teilnahme an einer Weltmeisterschaft zum Aufgebot und belegte mit der Mannschaft den 26. Platz. Dabei bestritt er sechs Partien und gewann davon die beiden letzten. 2004 wurde Gutman erstmals slowenischer Landesmeister und verteidigte diesen Titel bis 2010 insgesamt sechsmal in Folge.

## Erfolge
- Slowenischer Meister: 7 Titel (2004–2010)